# Daśabhūmika-sūtra
Daśabhūmika-sūtra är en mahayanasutra, namnet på sutran är i sanskrit och betyder skriften av de tio stegen. Texten beskriver de olika stegen av en bodhisattva, de tio bhumi, som en avancerad bodhisattva genomgår innan denne blir en buddha. Dessa steg av utveckling kopplas i texten till vanliga lärdomar i buddhismen. Sutran är ofta en del av avatmasaka-sutra (26e kapitlet), men har också cirkulerat som en fristående sutra.